# Hyper Hippo Productions
Hyper Hippo Productions é uma empresa de desenvolvimento de software on-line canadense. Ela foi co-fundada pelo co-fundador do Club Penguin, Lance Priebe. Ficou conhecida por publicar a série AdVenture, que inclui os jogos AdVenture Capitalist e AdVenture Communist. AdVenture Capitalist já tem mais de 50 milhões de downloads. A empresa também já publicou RuneScape: Idle Adventures.

## História
Hyper Hippo foi fundada por Lance Priebe e Pascale Audette no final de 2012. Sua finalidade original era expandir o tamanho do antigo estúdio de Priebe, RocketSnail Games, que hoje é usado como um estúdio pessoal para projectos independentes por Priebe. Hyper Hippo herdou formalmente todos os projetos da RocketSnail, incluindo Mech Mice e Leviathans Online.[carece de fontes?]

Em novembro de 2012, Catalyst Game Labs anunciou uma parceria com a Hyper Hippo para criar Leviathans Online.